# Pseudotharybis zetlandicus
Pseudotharybis zetlandicus är en kräftdjursart som beskrevs av T. Scott 1909. Pseudotharybis zetlandicus ingår i släktet Pseudotharybis och familjen Aetideidae. Inga underarter finns listade i Catalogue of Life.